# Clam Falls, Wisconsin
Clam Falls là một thị trấn thuộc quận Polk, tiểu bang Wisconsin, Hoa Kỳ. Năm 2010, dân số của thị trấn này là 578 người.